# Максимилиан Саксонски (1759 – 1838)
Максимилиан Саксонски (на немски: Maximilian von Sachsen, Maximilian Maria Joseph Anton Johann Baptist Johann Evangelista Ignaz Augustin Xaver Aloys Johann Nepomuk Januar Hermenegild Agnellus Paschalis von Sachsen, * 13 април 1759 в Дрезден, † 3 януари 1838 също там) е от 1827 до 1830 г. принц, наследник на трона на Кралство Саксония.
Той е най-малкият син на саксонския курфюрст Фридрих Христиан (1722–1763) и съпругата му Мария Антония Баварска (1724–1780).
Понеже по-големите му братя умират без мъжки наследници, Максимилиан е от 1796 г. на второ място в наследството на трона на Курфюрство Саксония и по-късното Кралство Саксония.
По време на безпокойствията от 1830/1831 г. Максимилиан се отказва на 13 септември 1830 г. от наследството на трона в полза на най-големия си син Фридрих Август. През 1836 г. син му се възкачва на трона и му подарява дворец Веезенщайн. Максимилиан умира през 1838 г. и е погребан в гробницата на Ветините в католическата дворцова църква в Дрезден.

## Фамилия
На 22 април 1792 г. Максимилиан се жени в Парма (per procurationem) или на 9 май 1792 г. в Дрезден (in persona) за принцеса Каролина Мария Терезия Йозефина (* 22 ноември 1770, † 1 март 1804), дъщеря на херцог Фердинанд I Пармски и съпругата му ерцхерцогиня Мария Амалия Австрийска. Те имат седем деца:
- Амалия Саксонска (1794–1870), композиторка и писателка, неомъжена
- Мария Фердинанда Амалия Ксаверия Терезия Йозефа Анна Непомукена Алойзия Йохана Винкентия Игнатия Доминика Франциска де Паула Франциска де Шантал (* 27 април 1796 в Дрезден; † 3 януари 1865 в дворец Брандайз, Бохемия), ∞ на 6 май 1821 г. за велик херцог Фердинанд III от Тоскана
- Фридрих II Август (1797–1854), крал на Саксония
- Клеменс (1798–1822)
- Мария Анна Каролина Йозефа Винцентия Ксаверия Непомукена Франциска де Паула Франциска де Шантал Йохана Антония Елизабет Кунигунда Гертруд Леополдина (1799–1832), ∞ на 16 ноември 1817 г. за велик херцог Леополд II от Тоскана (1797–1870)
- Йохан (1801–1873), крал на Саксония
- Мария Йозефа Саксонска (1803–1829), ∞ на 20 октомври 1819 г. за крал Фернандо VII от Испания.

След 21 години от смъртта на първата му съпруга той се жени на 66 години на 15 октомври 1825 г. в Лука (per procurationem) или на 7 ноември 1825 г. в Дрезден (in persona) за по-малката с 43 години племенница на първата му съпруга, принцеса Мария Луиза Карлота (1802–1857), дъщеря на крал Лудвиг от Етрурия и съпругата му инфанта Мария Луиза Испанска. Двамата нямат деца.